# Allison Danzig

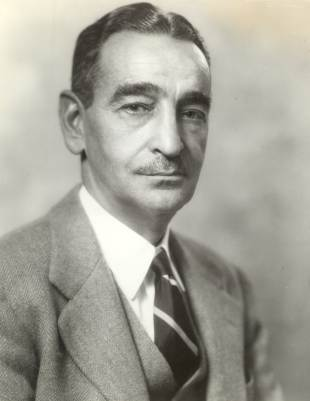
Allison Danzig

Allison "Al" Danzig (Waco, 27 de fevereiro de 1898 - 27 de janeiro de 1987) foi um escritor esportivo estadunidense que se especializou em tênis, porém seu trabalho passou por esportes olímpicos, squash, remo e esportes universitários. Foi induzido ao International Tennis Hall of Fame, em 1968.